# 全国ナイスミドル音楽祭
TOYOPET MUSIC SESSION 全国ナイスミドル音楽祭（トヨペット・ミュージック・セッション ぜんこくナイスミドルおんがくさい）は、全国アマチュアミュージシャンのための音楽コンテスト。大会実行委員長は宇崎竜童。2011年をもって大会終了。

## 大会概要

### 大会組織
- 主催 ニッポン放送、ミュージック・オン・ティーヴィ
- 協賛 トヨタ自動車（トヨタ・マークX、全国トヨペット店）
- 協力 ヤマハ

### 大会役員
- 大会実行委員長　宇崎竜童（2007年～）
- 審査委員長　岩城滉一（2008年）

### 地方予選・決勝の場所
2007年
- 東北 2007年8月19日　仙台・Zepp Sendai
- 関西 2007年8月25日　大阪・ABCホール
- 北海道 2007年8月26日　札幌・STVホール
- 四国 2007年8月26日　香川・香川県県民ホール
- 九州 2007年9月2日　福岡・ビートステーション
- 中国 2007年9月15日　広島・南区民文化センター
- 関東 2007年9月15日　東京・渋谷DUO MUSIC EXCHANGE
- 中部 2007年9月23日　名古屋・ボトムライン
- 決勝 2007年10月21日　東京・よみうりホール

2008年
- 九州 2008年8月16日　福岡・Zepp Fukuoka
- 北海道 2008年8月24日　札幌・STVホール
- 北関東・甲信越 2008年8月30日　埼玉・彩の国さいたま芸術劇場
- 関西 2008年8月31日　大阪・新・ABCホール
- 東北 2008年9月6日　仙台・Zepp Sendai
- 中国 2008年9月14日　広島・アステールプラザ
- 南関東 2008年9月15日　川崎・CLUB CITTA'
- 中部 2008年9月23日　名古屋・ダイアモンドホール
- 四国 2008年9月28日　松山・松山市総合コミュニティセンター
- 決勝 2008年10月18日　東京・よみうりホール

2009年
- 九州 2009年9月20日 福岡・ビートステーション
- 関西 2009年9月23日 大阪・ABCホール
- 中部 2009年9月26日 名古屋・ボトムライン
- 中国四国 2009年9月27日 広島・アステールプラザ
- 北海道 2009年10月10日 札幌・STVホール
- 東北 2009年10月18日 仙台・アクセル
- 関東 2009年10月24日 東京・原宿クエスト
- 決勝 2009年11月21日 東京・JCBホール

2010年
2011年

## 決勝大会グランプリ
- 2007年 メイドインジャパン
- 2008年 ONE☆HUNDRED
- 2009年 Honey Voice Club
- 2010年 BAD SIGN

## 関連作品

### ラジオ
トヨペットナイスミドル応援団
ニッポン放送をキー局に、全国38局で2009年4月から2年間毎週土曜日の10分番組として放送していた。大会の地方予選より情報が随時伝えられた。

### 映画
僕らのワンダフルデイズ（2009年11月7日・公開）
制作には、大会主催のニッポン放送・ミュージック・オン・ティーヴィのほか、中部日本放送やRKB毎日放送などが加わっている。